# Chrosiothes minusculus
Chrosiothes minusculus is een spinnensoort in de taxonomische indeling van de kogelspinnen (Theridiidae).
Het dier behoort tot het geslacht Chrosiothes. De wetenschappelijke naam van de soort werd voor het eerst geldig gepubliceerd in 1936 door Willis J. Gertsch.